# Centralna strategia perswazji
Centralna strategia perswazji – w psychologii społecznej technika wpływu społecznego mająca na celu zmianę postawy osoby lub grupy osób, polegająca na wykorzystaniu racjonalnej argumentacji. Warunkiem skuteczności centralnej strategii perswazji jest to, aby adresat komunikatu perswazyjnego posiadał: 
1. zdolności intelektualne pozwalające mu na przynajmniej bierne uczestnictwo w racjonalnej dyskusji;
2. odpowiednie zasoby uwagi, pozwalające na świadome przetwarzanie komunikatu;
3. odpowiednio wysoką motywację do logicznej analizy treści komunikatu.